# María González Veracruz
María González Veracruz (Murcia, 11 de julio de 1979) es una bioquímica y política española del Partido Socialista Obrero Español (PSOE). Actual Secretaria de Estado de Digitalización e Inteligencia Artificial desde septiembre de 2024.

## Biografía
Con tradición política familiar (su padre, Rafael González Tovar, fue delegado del Gobierno en la Región de Murcia), María González Veracruz comenzó pronto su implicación en política, formando parte desde muy joven de las Juventudes Socialistas de España.
Es licenciada en Bioquímica por la Universidad de Murcia y Grado de Licenciada en investigación con la tesina. Tras realizar los cursos de Doctorado, obtuvo el Diploma de Estudios Avanzados (DEA) en Genética tras cuatro años de trabajo en Genética Molecular entre Leipzig (Alemania) (con una beca Erasmus prácticas) y la Universidad de Murcia. Ha sido coautora en dos artículos de investigación.
En 2003 resultó elegida secretaria general de su federación, las Juventudes Socialistas de la Región de Murcia, cargo que revalidó para el periodo 2007-2009. 
Desde 2003 es miembro de Comisión Ejecutiva Regional del PSOE en la Región de Murcia y miembro del Comité Federal del PSOE desde 2004.
Diputada de la Asamblea Regional de Murcia desde el 2007 hasta el 2011.
Su ascensión política quedó patente cuando José Luis Rodríguez Zapatero, contó con ella para el congreso socialista del 2008, para el que lideraría una secretaría en la Ejecutiva Federal del PSOE, la Secretaria de Innovación y Nuevas Tecnologías que mantendría hasta 2012. A través de esta secretaría se han impulsado la ley de Ciencia e Innovación, el Estatuto de la Empresa Joven Innovadora y la Estrategia Estatal de Innovación, la ley de Economía Sostenible, entre otros proyectos de innovación.
Fue elegida diputada por primera vez en la X Legislatura (13 de diciembre de 2011). Tras el XXXVIII Congreso del PSOE celebrado en Sevilla en febrero de 2012, fue elegida secretaria de Participación, Redes e Innovación de la Dirección Federal del partido. En 2018 fue nombrada portavoz de la Comisión de Ciencia, Innovación y Universidades. Abandonó la primera línea política en mayo de 2019.
Tras tres años ejerciendo la docencia en un instituto público de la Región de Murcia, en octubre de 2022 la vicepresidenta Nadia Calviño la nombró secretaria de Estado de Telecomunicaciones e Infraestructuras Digitales en sustitución de Roberto Sánchez Sánchez. Posteriormente, en septiembre de 2024 fue nombrada por el ministro Óscar López Águeda como secretaria de Estado de Digitalización e Inteligencia Artificial.
En diciembre de 2024 fue condecorada con la Gran Cruz del Mérito Militar.

## Cargos Desempeñados

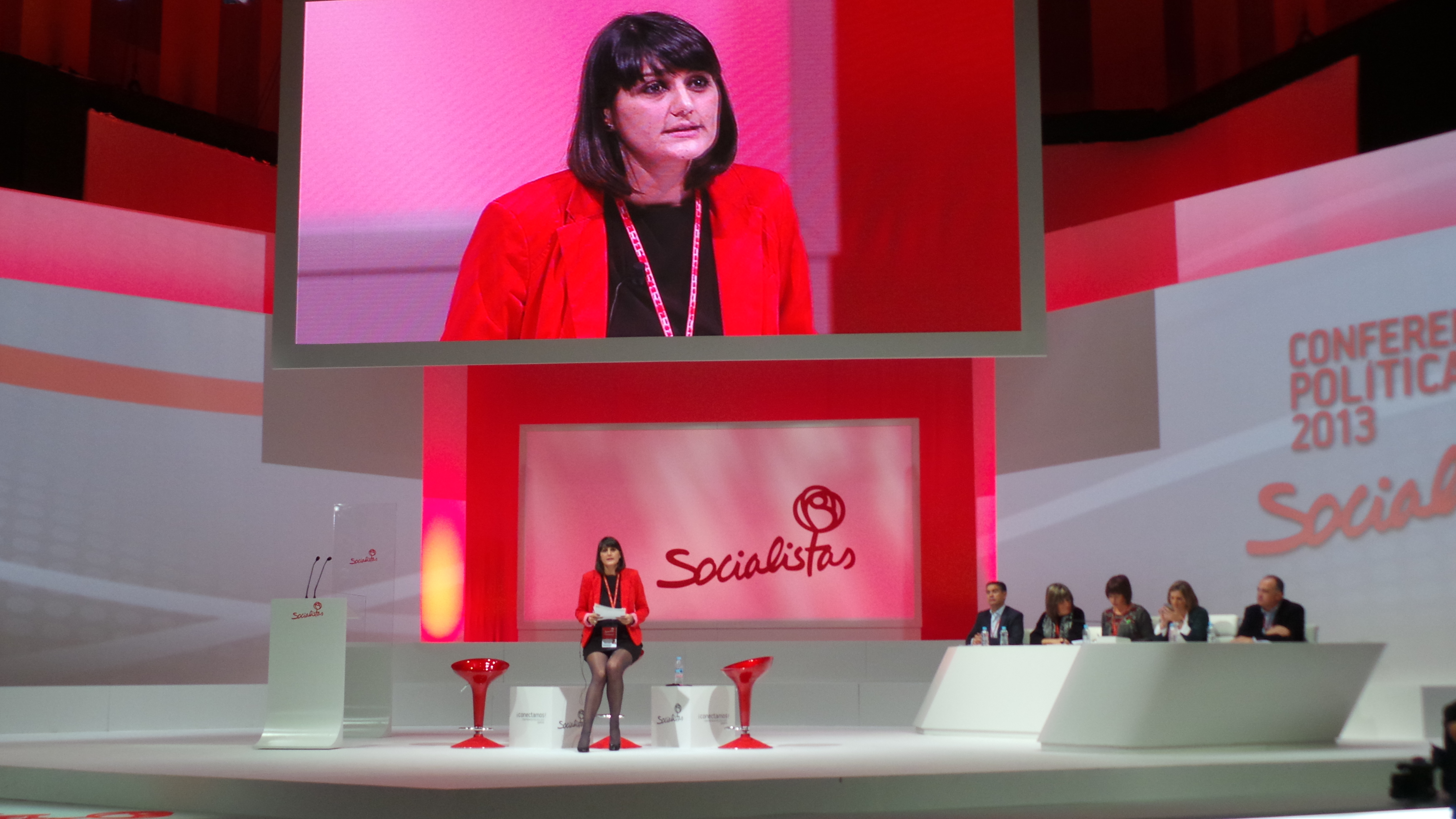
María González Veracruz en la Conferencia Política del PSOE en Madrid en el 2013

- Secretaria de Innovación y Nuevas Tecnologías de la Comisión Ejecutiva Federal del PSOE. (2008-2012).
- Diputada regional en la Asamblea Regional de Murcia (2007-2011): responsable de las áreas de Vivienda y Juventud y actualmente portavoz de Juventud, Investigación, Innovación y Nuevas Tecnologías.
- Diputada en las Cortes Generales por la circunscripción de Murcia desde el 13/12/2011 al 21/05/2019
- Vocal de la Comisión Mixta para las Relaciones con el Tribunal de Cuentas desde el 08/02/2012 al 23/02/2012
- Vocal de la Comisión de Industria, Energía y Turismo desde el 17/01/2012 al 21/02/2012
- Portavoz de la Comisión de Economía y Competitividad desde el 18/01/2012 al 01/03/2012

Otros
- Investigadora de 2002 a 2006 (Universidad de Murcia e Instituto de Bioquímica de Leipzig, Alemania).
- Secretaria de Estado de Telecomunicaciones e Infraestructuras Digitales (2022-2024)[5]
- Secretaria de Estado de Digitalización e Inteligencia Artificial (2024-presente)[8]